# Шарыгин, Леонид Михайлович
Леонид Михайлович Шарыгин — советский и российский учёный, специалист в области физической химии и технологии неорганических сорбентов, радиохимии, доктор технических наук. Окончил Физико-технический факультет УПИ им. С. М. Кирова, г. Свердловск, ныне Екатеринбург), Основатель и руководитель ПНФ «ТЕРМОКСИД». Внёс вклад в создание отечественного производства неорганических сорбентов марки ТЕРМОКСИД для высокотемпературной (до 200—300 град. Цельсия) сорбции радионуклидов — микрокомпонентов, развитие технологии сорбционных процессов для АЭС. Ученик научной школы С. А. Вознесенского. Л. М. Шарыгин — доктор технических наук (1983), профессор, лауреат Государственной премии СССР (1988), Заслуженный изобретатель РФ (2002), автор более 300 научных публикаций, трёх монографий, более 100 изобретений. Специалист в области радиохимии и сорбционных процессов и материалов для очистки технологических растворов ядерных энергетических установок. Под его руководством в Свердловском филиале Научно-исследовательского института энерготехники (СФ НИКИЭТ) была разработана технология производства селективных неорганических сорбентов на основе оксидов Ti, Sn, Zr, создано опытное производство (1994—2016) сорбентов марки Термоксид: Т-5, 58, Т-3, Т-3А, Т-3К, Т-35, Т-23, Т-211, ГДТ, ГДО, ГДЦ, ГДТ-М, ГДО-М. Л. М. Шарыгин — первый директор ПНФ «ТЕРМОКСИД».

## Биография
Л. М. Шарыгин родился 23 февраля 1941 года в г. Сольцы, Ленинградской обл. (воинская часть) СССР, РФССР, умер 8 мая 2016 года (75 лет), г. Заречный, Свердловской обл., Российская Федерация. Окончил Физико-технический факультет Уральского политехнического института им. С. М. Кирова (УПИ), Свердловск (группа "водников, 1959—1964). Студентом участвовал в научно-исследовательской работе по тематике сорбционных материалов под руководством профессоров М. В. Смирнова, В. В. Пушкарева, Ю. В. Егорова, С. П. Распопина, В. Д. Пузако, В. Г. Чухланцева. Продолжил исследования в качестве аспиранта, младшего научного сотрудника кафедры Радиохимии УПИ им. С. М. Кирова (ныне — кафедра радиохимии и прикладной экологии УрФУ, г. Екатеринбург). Затем руководил лабораторией сорбентов и водоподготовки реактора ИВВ-М в СФ НИКИЭТ (1989—1994). Кандидат химических наук, тема «Экспериментальные и теоретические исследования влияния замораживания на свойства гидрогелей» (1968). Доктор технических наук, тема — "Технологии получения термостойких неорганических сорбентов (1983). Посвятил свою жизнь разработке, производству и применению новых неорганических сорбентов для очистки водных растворов от радионуклидов. Принимал участие в создании отечественных прототипов радионуклидного генератора Mo99-Tc99 на основе сорбентов марки Термоксид (1994—2016).
Основные научные публикации посвящены созданию физико-химическим основ и золь-гель технологий получения неорганических сорбентов класса оксигидроксидов (Ti, Zr, Sn), фосфатов (Ti, Zr, Sn), композитов на их основе cо смешанными цианоферратами (Ni, Cu). Л. М. Шарыгин подготовил 10 кандидатов наук; двое из них впоследствии защитили докторские диссертации по тематике сорбционных технологий и материалов. Автор 100 патентов и авторских свидетельств на изобретения, опубликовал более 300 печатных работ, три монографии. Член ученого совета физико-технического факультета УрФУ (2005—2016).
Этапы научной и производственной деятельности профессора Л. М. Шарыгина: 1964—1969 гг. — аспирант, младший научный сотрудник УПИ; г. Свердловск; 1969—1994 гг. — руководитель лаборатории сорбентов, и водоподготовки реактора ИВВ-М (СФ НИКИЭТ) г. Заречный, Свердловская область; 1983 г. — защита докторской диссертации по технологии получения термостойких неорганических сорбентов; 1988 г. — присвоена ученого звания Профессора; 1988 г. — присужден диплом Лауреата Государственной премии СССР; 2002 г. — присвоено звание Заслуженный изобретатель РФ.
С 1994 по 2016 годы — директор ЗАО ПНФ «Термоксид», руководитель производства новых сорбентов.

## Публикации
- Л. М. Шарыгин. Золь-гель технология получения наноматериалов / Л. М. Шарыгин; [отв. ред. Е. В. Поляков] ; РАН, УрО, Ин-т химии твердого тела. — Екатеринбург, 2011. — 104 с.
- Л. М. Шарыгин. Термостойкие неорганические сорбенты / Л. М. Шарыгин; отв. ред. Е. В. Поляков ; РАН, УрО, Ин-т химии твердого тела. — Екатеринбург, 2012. — 303 с.
- Л. М. Шарыгин. Фосфатные цементы в атомной энергетике / Л. М. Шарыгин ; Российская акад. наук, Уральское отд-ние, Ин-т химии твердого тела. — Екатеринбург : ИХТТ УрО РАН, 2015. — 108 с.